# NGC 3077
NGC 3077 (również PGC 29146 lub UGC 5398) – galaktyka spiralna (Sd), znajdująca się w gwiazdozbiorze Wielkiej Niedźwiedzicy w odległości około 12,4 milionów lat świetlnych od Ziemi. Została odkryta 8 listopada 1801 roku przez Williama Herschela.

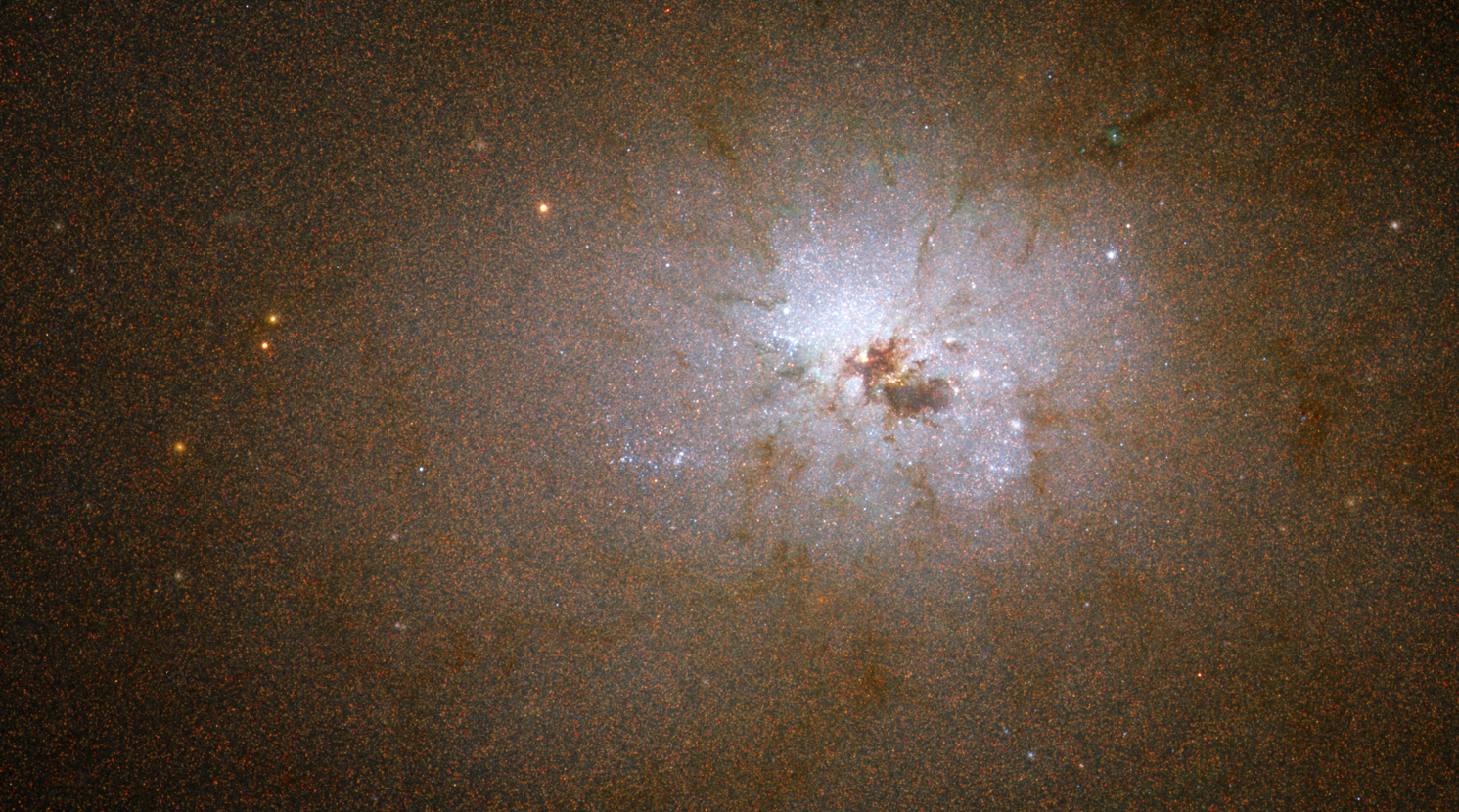
Centralna część galaktyki, widoczne pasma pyłu (HST)

W galaktyce NGC 3077 zachodzą intensywne procesy formowania nowych gwiazd, które są skutkiem oddziaływania z sąsiednimi galaktykami Messier 81 i Messier 82. We wnętrzu galaktyki są widoczne przeplatane włókna pyłowe. Galaktyka ta należy do Grupy galaktyk M81.